# Сонячна (зупинний пункт, Одеська дирекція Одеської залізниці)
Со́нячна — зупинний пункт Одеської дирекції Одеської залізниці на лінії Одеса-Застава I — Арциз.
Розташована в смт Затока Білгород-Дністровського району Одеської області між зупинною платформою Дружба (1,5 км) та станцією Бугаз (4 км).
На платформі зупиняються електропоїзди місцевого сполучення.
Наразі відомо, що у зазначеному напрямку влітку 2016 року буде введено чотири додаткові електропоїзди. Таким чином, з Одеси до курортних містечок Білгород-Дністровського району курсуватимуть 9 пар електропоїздів, зокрема 4 пари пришвидшених з мінімальною кількістю зупинок у найбільш популярних пунктах, а саме зупинних пунктах та станціях Студентська, Нагірна, Кароліно-Бугаз, Лиманська, Морська, Сонячна, Бугаз. Це дозволить пришвидшеним поїздам скоротити тривалість рейсу на 30-48 хвилин, у порівнянні з поїздами, що курсують за діючим графіком. При цьому вартість проїзду залишиться як для звичайного приміського поїзду.
Платформа розташована на вузькій косі, що омивається з одного боку Чорним морем, а з іншого — Дністровським лиманом. Поруч розташовані піщані пляжі Затоки, численні бази відпочинку, курортні готелі, кафе, бари, ресторани, магазини для відпочивальників.